# يورغن كريستيان كنودسن
يورغن كريستيان كنودسن هو مالك سفن ‏ وسياسي نرويجي، ولد في 5 ديسمبر 1843 في آرندال في النرويج، وتوفي في 28 ديسمبر 1922 في بورشغرون في النرويج. نشط حزبياً في حزب المحافظين.

## مناصب
- انتخب عضو برلمان النرويج  [لغات أخرى]‏ عن دائرة  خلال فترته النيابية ‏ (1898 – 1900).
- انتخب عضو برلمان النرويج  [لغات أخرى]‏ عن دائرة  خلال فترته النيابية ‏ (1895 – 1897).
- انتخب عضو برلمان النرويج  [لغات أخرى]‏ عن دائرة  خلال فترته النيابية ‏ (1886 – 1888).
- انتخب عضو برلمان النرويج  [لغات أخرى]‏ عن دائرة  خلال فترته النيابية ‏ (1883 – 1885).
- انتخب عضو برلمان النرويج  [لغات أخرى]‏ عن دائرة  خلال فترته النيابية ‏ (1903 – 1906).
- انتخب عضو برلمان النرويج  [لغات أخرى]‏ عن دائرة  خلال فترته النيابية ‏ (1892 – 1894).
- انتخب عمدة بورشغرون ‏ (1893 – 1893).
- انتخب عضو برلمان النرويج  [لغات أخرى]‏ عن دائرة  خلال فترته النيابية ‏ (1880 – 1882).